# プロジェクトマネジメント協会
プロジェクトマネジメント協会（PM協会、Project Management Institute、PMI）とは、非営利のプロジェクトマネジメントの組織であり、ワールドワイドでプロジェクトマネジメントの標準策定・資格認定・交流などを行っている。日本における担当は、PMI日本支部が担っている。

## 概要
PMIは1969年に設立された。PMBOKなどのプロジェクトマネジメントの標準の策定、プロジェクトマネジメント・プロフェッショナル (PMP) などの資格認定などを行っている。
日本には、PMIの日本国内唯一の支部である「一般社団法人 PMI日本支部」(PMIJ)がある。1998年1月に「PMI東京支部」として設立されたが、2009年1月1日に現在の名称に変更した。
PMIが発行した基礎標準（ガイド、技法）には以下がある。
- A Guide to the Project Management Body of Knowledge (PMBOK Guide)
- Construction Extension to the PMBOK Guide, Third Edition
- Government Extension to the PMBOK Guide, Third Edition
- Software Extension to the PMBOK Guide, Fifth Edition
- The Standard for Program Management
- The Standard for Portfolio Management

PMIが発行した実務標準には以下がある。
- Practice Standard for Earned Value Management
- Organizational Project Management Maturity Model (OPM3)
- Practice Standard for Project Configuration Management
- Practice Standard for Work Breakdown Structures—Second Edition
- Project Manager Competency Development Framework—Second Edition

PMIが提供している資格には以下がある。
- Certified Associate in Project Management (CAPM)
- PMI Risk Management Professional (PMI-RMP)
- PMI Scheduling Professional credential (PMI-SP)SM
- Program Management Professional (PgMP)
- Project Management Professional (PMP)

## PMI日本支部
- 1998年1月に「PMI東京支部」として設立され、2009年1月に一般社団法人の法人格に変更したのを機に「一般社団法人PMI日本支部」と改称した。
- 2020年12月末時点での会員数は4,950名であり、世界第6位の規模である[1]。
- 英名は「Project Management Institute,JAPAN」。

### ミッション
PMI日本支部は、会員がプロジェクトマネジメントを通じて、社会、組織、個人の価値を実現することに、持続的に貢献することをミッションとしている。

### ビジョン
プロジェクトマネジメントを理解し使いこなすことが、すべての世代の基礎スキルとして認知されていることをビジョンとしている。

### 役員
| 役職   | 氏名       | 所属                                                                                        |
| ------ | ---------- | ------------------------------------------------------------------------------------------- |
| 会長   | 片江有利   | 株式会社システムコストマネジメント 顧問                                                     |
| 副会長 | 麻生重樹   | 日本電気株式会社 プロジェクト・マネジメント統括本部 シニアエキスパート                      |
| 副会長 | 浦田有佳里 | TIS株式会社 PMOビジネス推進部シニアマネージャ 兼 プロジェクトマネジメント部シニアマネージャ |
| 副会長 | 奥澤薫     | KOLABO 代表                                                                                 |
| 副会長 | 斉藤学     | スカイライトコンサルティング株式会社 ソーシャルイノベーションラボ シニアマネージャー        |
| 副会長 | 端山毅     | 株式会社NTTデータ 技術革新統括本部 企画部 テクノロジーストラテジスト                        |
| 副会長 | 森田公至   | キンドリルジャパン合同会社 保険第四事業部 担当部長                                          |

2020～2021年度。

### 所在地
〒103-0008　東京都中央区日本橋中洲3-15 センタービル3階 PMI日本支部事務局

## PM Award
国内および日本の企業・団体が実践する卓越したプロジェクトを表彰するもので、2021年の「PM Award 2021」から開始されている。
「PM Award」の詳細に関しては、PM Awardの項目を参照。